# Mogheytiyeh
Mogheytiyeh (em persa: مغيطيه, também romanizada como Mogheytīyeh; também conhecida como Faḥestān (persa: فحستان), Mokhestān, Moqbetīyeh, Moqeyţīyali, Moqeyţīyeh, Moqeyţīyeh, Moqeytiyye, Moqītiyeh, Moxestan, Mughaiti e Seyyed Ḩasan-e Hakīm) é uma aldeia do distrito rural de Shalahi, no condado de Abadan, na província de Khuzistão, Irã.
Segundo o censo de 2006, sua população era de 794 habitantes, em 142 famílias.